# Sebastian Klinger

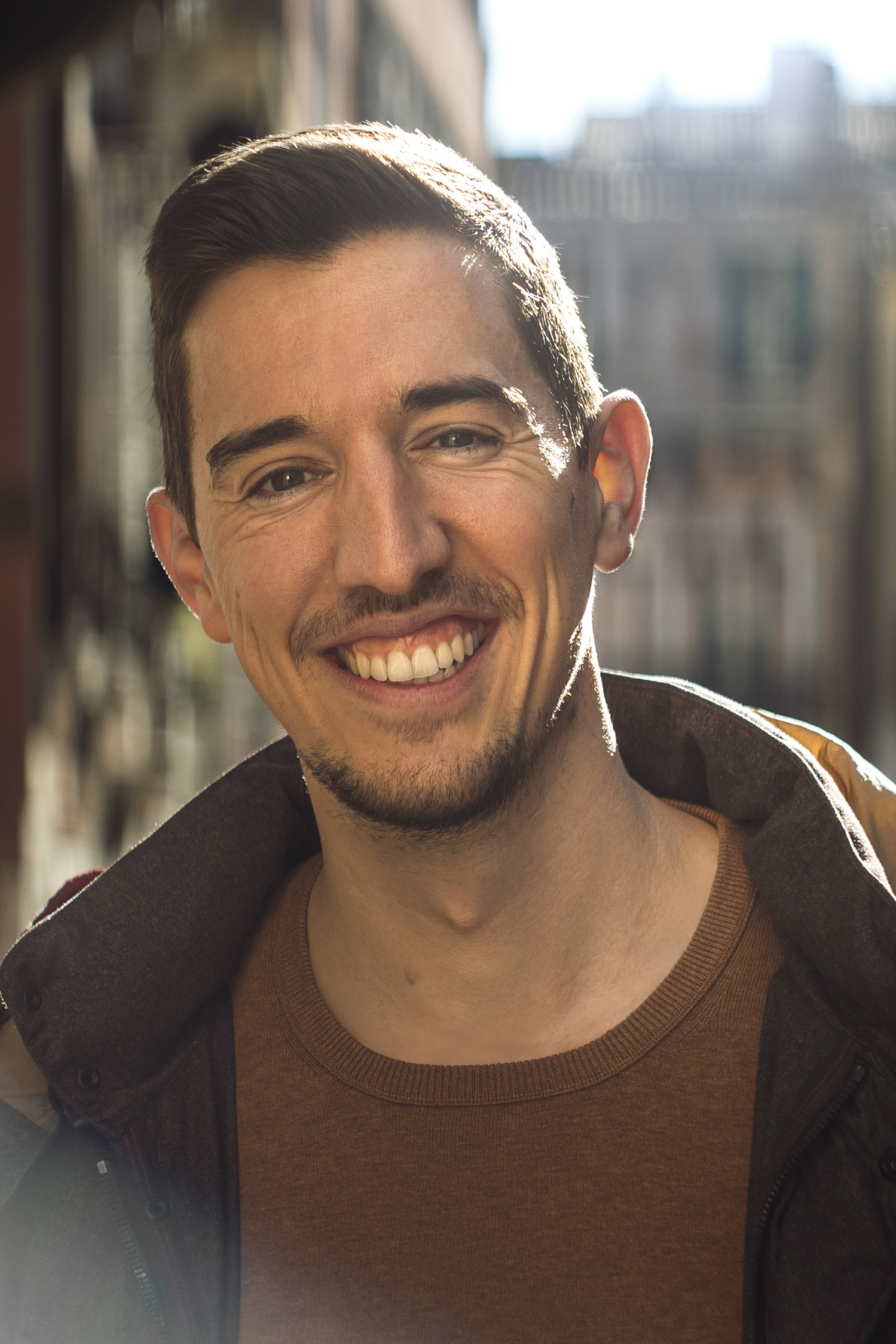
Sebastian Klinger (2024)

Sebastian Klinger (* 28. Oktober 1993 in Zürich) ist ein Schweizer Kameramann und Produzent.

## Leben
Nach der Maturität schloss Klinger seine Ausbildung an der Fachhochschule Graubünden mit dem Spielfilm Zoe unter der Leitung des Emmy-Gewinners Heiner Gatzemeier und des Oscar-nominierten Kameramanns Peter Indergand, SCS ab. Seither ist Klinger international tätig als selbständiger Kameramann. Mit dem Gewinner des Student Academy Award, Freddy Macdonald, drehte er den Spielfilm Sew Torn, der 2024 am South by Southwest Film Festival uraufgeführt wurde und auf der Piazza Grande am Locarno Film Festival lief. Der Film basiert auf einem ebenfalls von Klinger gedrehten, gleichnamigen Kurzfilm aus dem Jahr 2019, welcher von Searchlight Pictures erworben wurde und sich für den Oscar qualifizierte. 
Mit Macdonald erlebte Klinger eine langjährige Zusammenarbeit, die sich über zahlreiche Projekte erstreckte, darunter den preisgekrönten Kurzfilm The Father of Art sowie drei Musikvideos für den dreifachen Grammy-Gewinner Fantastic Negrito.
Für sein Schaffen wurde Klinger unter anderem mit dem Weißen Delphin an den Cannes Corporate Media & TV Awards ausgezeichnet und mit einem Platz im ASC Vision Mentorship Program der American Society of Cinematographers gewürdigt. Neben seiner Tätigkeit als Kameramann arbeitet Klinger auch als Produzent und kooperiert unter anderem regelmässig mit der Schweizer Produktionsfirma Orisono.

## Filmografie (Auswahl)
- 2018: Zoe (Spielfilm)
- 2019: Sew Torn (Kurzfilm)
- 2021: Paxmal (Kurzfilm)
- 2024: Sew Torn (Spielfilm)

## Auszeichnungen (Auswahl)
Camerimage
- 2024: Nominierung für die Beste Kamera in der Sektion Contemporary World Cinema (Sew Torn)[11]

Locarno Film Festival
- 2024: Nominierung für den Letterboxd Piazza Grande Award (Sew Torn)

South by Southwest Film Festival
- 2024: Nominierung für den Kickstarter NextGen Award (Sew Torn)